# Atos de Filipe

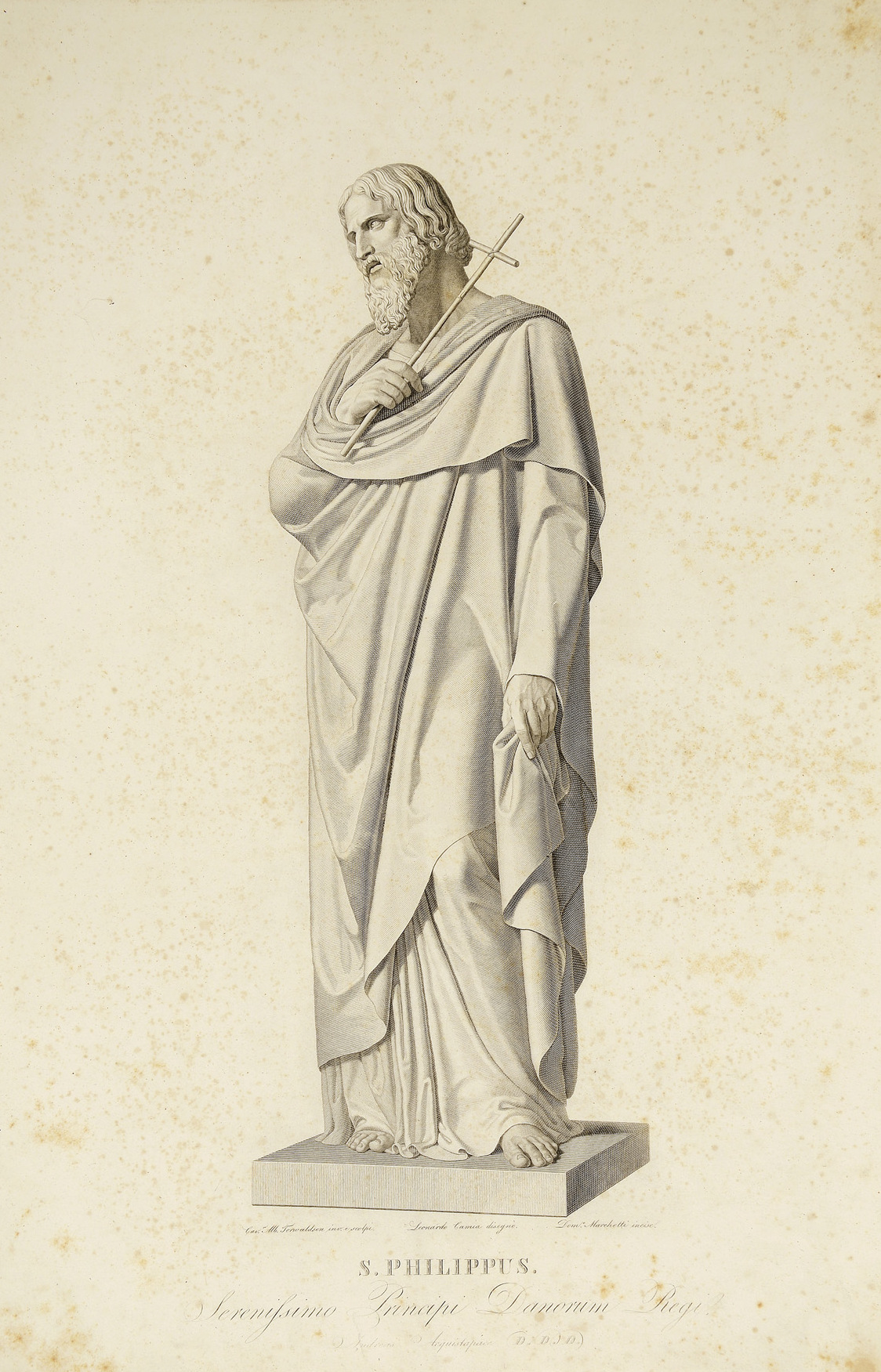
Apóstolo Felipe, por Domenico Marchetti

Atos de Filipe (Acta Philippi) é um episódico e pouco ortodoxo apócrifo do Novo Testamento grego do final do século IV d.C, composto de quinze acta diferentes  e que dão um relato dos atos milagrosos realizados pelo apóstolo Filipe, com tons de romance literário.

## Texto
Os Atos de Filipe foram melhor representados por um texto descoberto em 1974 por François Bovon e Bertrand Bouvier na biblioteca do mosteiro de Xenoponto em Monte Atos, na Grécia. O manuscrito data do século XIV d.C., mas a linguagem permite identificá-lo como uma cópia do original do século IV d.C. Muitas das narrativas contidas nele já eram conhecidas de outras fontes e outras, desconhecidas.
O autor alega que Jesus enviou um grupo de seguidores para espalhar sua mensagem: Filipe, Bartolomeu e a protagonista da segunda metade do texto, Mariamne, que é identificada como sendo irmã de Filipe e que Bovon sugeriu ser Maria Madalena. Porém, após as populares especulações do documentário do Discovery Channel em "The Lost Tomb of Jesus" ("A tumba perdida de Jesus"), Bovon se distanciou destas alegações, retirando a sua afirmação já publicada de que Mariamne da Tumba de Talpiot discutida no documentário seria a mesma Mariamne dos Atos através de uma carta aberta à Sociedade de Literatura Bíblica:
| “ | ...a Mariamne dos Atos de Filipe é parte do time apostólico com Filipe e Bartolomeu; ela ensina e batiza: Filipe, o homens, ela, as mulheres. No começo, sua fé é mais forte que a de Filipe. Este retrato de Mariamne casa muito bem com o de Maria de Magdala nos salmos maniqueístas, no Evangelho de Maria e no gnóstico Pistis Sophia. Meu interesse não é histórico e sim no nível das tradições literárias. Eu sugeri esta identificação ainda em 1984, num artigo em "Estudos do Novo Testamento" | ” |
|   | — François Bovon, Carta aberta à Sociedade de Literatura Bíblica. |   |

O texto descoberto por Bovon também descreve uma comunidade que praticava o vegetarianismo e o celibato. As mulheres desta comunidade se vestiam como homens e tinham posições de autoridade em relação a eles, servindo como padres e diáconos. Eles praticavam uma forma de Eucaristia onde vegetais e água eram consumidos ao invés do pão e vinho. Entre os atos menos milagrosos do grupo estão a conversão de um leopardo e de um bode falantes, assim como a morte de um dragão.
O manuscrito de Bovon foi publicado apenas em francês, sendo que todas as traduções anteriores (como a de James) foram baseadas em fragmentos que já eram conhecidos antes da descoberta dele.